# Ce lieu sans limites
Pour les articles homonymes, voir El lugar sin límites.
Ce lieu sans limites (titre original : El lugar sin límites) est un roman de l'écrivain chilien José Donoso publié en 1966. Il a fait l'objet d'une adaptation cinématographique en 1978 : Ce lieu sans limites.

## Résumé
Dans le petit village d'El Olivo, que le chef, Don Alejo, veut vendre, un bordel est tenu depuis de nombreuses années par La Manuela, un travesti homosexuel, et sa fille Japonesita. Un jour, Pancho, l'ancien protégé du chef du village, revient à El Olivo. Ivre, Pancho se livre à des confidences et révèle sa part d'homosexualité à La Manuela.

## Éditions
- Édition originale : El lugar sin límites, 1966
- Édition française : Ce lieu sans limites, Calmann-Lévy, 1974

## Adaptation cinématographique
- 1978 : Ce lieu sans limites, film mexicain réalisé par Arturo Ripstein, avec Roberto Cobo, Ana Martín et Gonzalo Vega